# Piersk
Piersk – wieś w Polsce, położona w województwie wielkopolskim, w powiecie konińskim, w gminie Krzymów.
| SIMC    | Nazwa            | Rodzaj    |
| ------- | ---------------- | --------- |
| 0289377 | Helenów Pierwszy | część wsi |

W latach 1975–1998 miejscowość administracyjnie należała do województwa konińskiego.
We wsi znajduje się zabytkowy cmentarz ewangelicki.